# Joven Alemania (organización política)

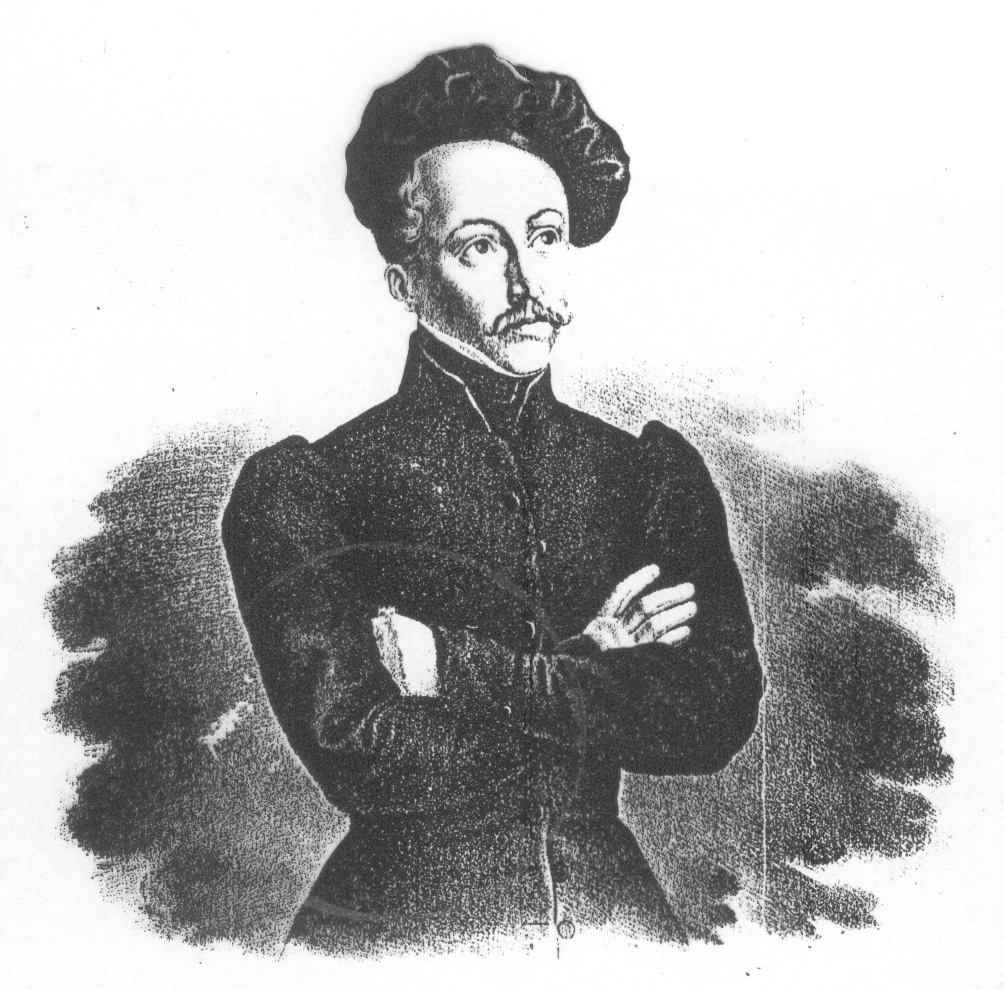
El poeta Harro Harring, miembro de la Joven Alemania, en 1832

Joven Alemania (Junges Deutschland) fue una organización política nacionalista alemana fundada en Berna (Suiza) que se adhirió inicialmente al movimiento de la Joven Europa encabezado por el italiano Mazzini, y que mantuvo lazos estrechos con la parisina Liga de los Proscritos, también integrada por artesanos emigrados y por intelectuales y estudiantes exiliados de los Estados alemanes. Esta asociación no debe confundirse con el movimiento literario alemán del mismo nombre, con el que no tuvo ningún contacto.

## Historia
La organización fue fundada en Berna (Suiza) en 1834, el mismo año que en París nacía la Liga de los Proscritos. Entre sus dirigentes se encontraban algunos estudiantes alemanes exiliados como Karl Cratz y Friedrich Gustav Ehrhardt, que encabezaron la sección de Zúrich y redactaron algunos números de Das Nordlicht (Aurora boreal), un periódico relacionado con Der Geächtete (El Proscrito), el órgano de la Liga de los Proscritos editado en París. También formó parte del grupo el poeta Harro Harring, admirador de Lamennais y de Mazzini, que fue expulsado de Suiza y después de Francia, refugiándose finalmente en Inglaterra, y que escribió ardientes y violentos poemas revolucionarios dirigidos a los obreros y artesanos alemanes.
Los objetivos de la Joven Alemania fueron concretados en el artículo 1 de sus estatutos:

La asociación Joven Alemania se consagra al servicio de la libertad. Superior tarea de sus adherentes es: suscitar la conciencia de la independencia y de la dignidad nacional en sus compatriotas y dedicar las mejores fuerzas de su vida a la realización de tal ideal.

En principio se adhirió al movimiento de la Joven Europa pero el peso creciente de los grupos obreros le hizo apartarse paulatinamente del ideario mazziniano para acercarse al socialismo, aunque nunca llegó a convertirse en una organización propiamente socialista. Así muchos «demócratas» se transformaron en poco tiempo en «socialistas» y «comunistas», aproximándose a la Liga de los Justos surgida en París en 1836 de la Liga de los Proscritos. De hecho en su seno se formaron numerosos dirigentes socialistas alemanes que destacaron en las dos décadas siguientes, como Franz Stromeyer. Por esta razón, de la Joven Alemania, «puede hacerse partir hoy el movimiento obrero alemán, en sus organizaciones más evolucionadas y también en su indudable originalidad, sólo superada por las posteriores propuestas organizativas de la Liga de los Justos y de la Liga de los Comunistas».